# Bungo Tanjung (Pariaman Timur)
Bungo Tanjung is een bestuurslaag in het regentschap Pariaman van de provincie West-Sumatra, Indonesië. Bungo Tanjung telt 1152 inwoners (volkstelling 2010).